# Мартинова Тетяна Вікторівна
Тетяна Вікторівна Мартинова (Херсонська; (8 червня 1952 , Кокшетау ) — український прозаїк, поетеса, художниця-ілюстратор.
Народилася 8 червня 1952 р. у казахстанському засланні батька, м. Кокчетав, її батьки — з Білорусі.
З 1975 р. живе в Одесі.
У 1968—1975 р.р. навчалася в Москві та Ленінграді (Санкт-Петербурзі). Має дві освіти — економіст та психолог.
Перші вірші були опубліковані 1975 р. в альманасі «Молодой Ленинград», вірші та оповідання друкувалися в журналах та альманахах Росії, України, США, Німеччини, Ізраїлю: «Арион», «Октябрь», «Дерибасовская — Ришельевская», «Крещатик», «Артмкль» та ін.
Книги віршів «Свидание» (1996), «Столкновение» (2009) вийшли в Одесі, Україна. Книга для дітей та дорослих з авторськими ілюстраціями «Мурка тебе написала письмо!» (2006), написана у співавторстві з Беллою Верніковою, видана в Ізраїлі. Дитячі вірші з малюнками автора включені до антології дитячої поезії міжнародного видавництва Э.РА та представлені на спеціалізованому сайті «Детки-74», Росія.